# Francis Rooney
Laurence Francis Rooney (Muskogee, 4 dicembre 1953) è un politico e ambasciatore statunitense, membro della Camera dei Rappresentanti per lo stato della Florida dal 2017 al 2021.

## Biografia
Nato a Muskogee in Oklahoma, Rooney divenne l'azionista di maggioranza della Manhattan Construction Company, compagnia di costruzioni che ha costruito grandi opere come l'AT&T Stadium e l'NRG Stadium in Texas e il Campidoglio dell'Oklahoma. Nel 2005 fu nominato dal Presidente George W. Bush Ambasciatore degli Stati Uniti presso la Santa Sede, incarico che ha esercitato fino al 2008.
Nel maggio 2016, dopo che il deputato uscente Curt Clawson annunciò il ritiro, Rooney decise di candidarsi alla Camera dei Rappresentanti nel diciannovesimo distretto della Florida. Il 30 agosto, dopo aver ricevuto l'endorsement del governatore Rick Scott, vinse le primarie repubblicane battendo Chauncey Goss e Dan Bongino. Come prevedibile data la natura fortemente repubblicana del distretto, vinse anche le elezioni generali dell'8 novembre battendo il democratico Robert Neeld.
Ottenuto un secondo mandato due anni dopo, nel 2020 annunciò il proprio ritiro e lasciò il Congresso dopo soli quattro anni.
Rooney vive attualmente a Naples, nella Contea di Collier.